# Rinus Meijer

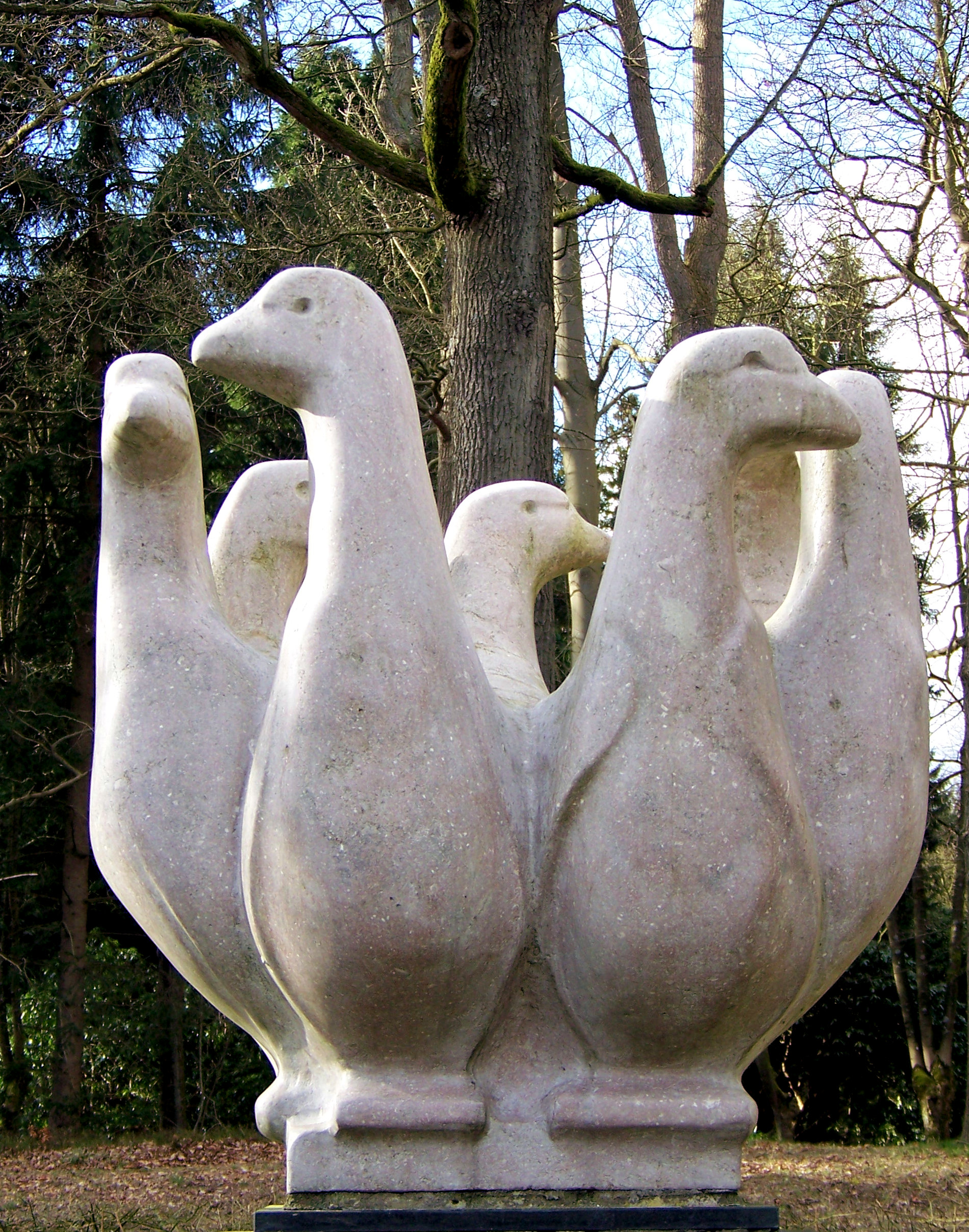
'Waakzaamheid' (Assen).

Rissinus Detkinus (Rinus) Meijer (Groninga, 1 de septiembre de 1917-Harkstede, 28 de junio de 1985) fue un  escultor de neerlandés.

## Datos biográficos
Estudió en la Academia Minerva, en Groninga, donde fue alumno de Willem Valk, entre otros. Tiene varios contratos como escultor de obras realizadas en el espacio público de Groninga. En 1949 ayudó al escultor Willem Valk en la ejecución del Monumento a los Caídos del personal ferroviario instalado en Utrecht. Por recomendación de Hawk Meijer hizo un memorial de guerra para la ciudad en Uithuizermeeden (1949). Después de la demolición del Monumento se encuentra colocado en una pared de ladrillos en un parque de Vlasakker. Otro monumento de la guerra (un león) de 1954, fue colocado en la plaza frente a la iglesia de Doezum.
En 1967 fue encargado para realizar una escultura en el edificio de la policía de distrito de Assen. en esa ocasión reprodujo una bandada de gansos para simbolizar la vigilancia de la policía. Los siete gansos de una piedra tallada, se paran de espaldas unos a otros y vigilan su entorno.

## Obras
Entre las mejores y más conocidas obras de Meijer se incluyen las siguientes:
- Niños jugando (Spelende kinderen, en piedra arenisca, 1949), Turfsingel,[2] Groninga.
- Bandada de gansos (Waakzaamheid, en piedra, 1967), en la policía del distrito de Assen.
- Sin título (cápsula) (Zonder titel, en cobre y hormigón, 1963), instalada en Damsterdiep 191, Groninga.
- Memorial de guerra (león) (Oorlogsmonument (leeuw), en piedra, 1954), Kerkplein Grootegast Doezum.
- Memorial de guerra (1949), para la ciudad de Uithuizermeeden, actualmente en Vlasakker.

## Galería

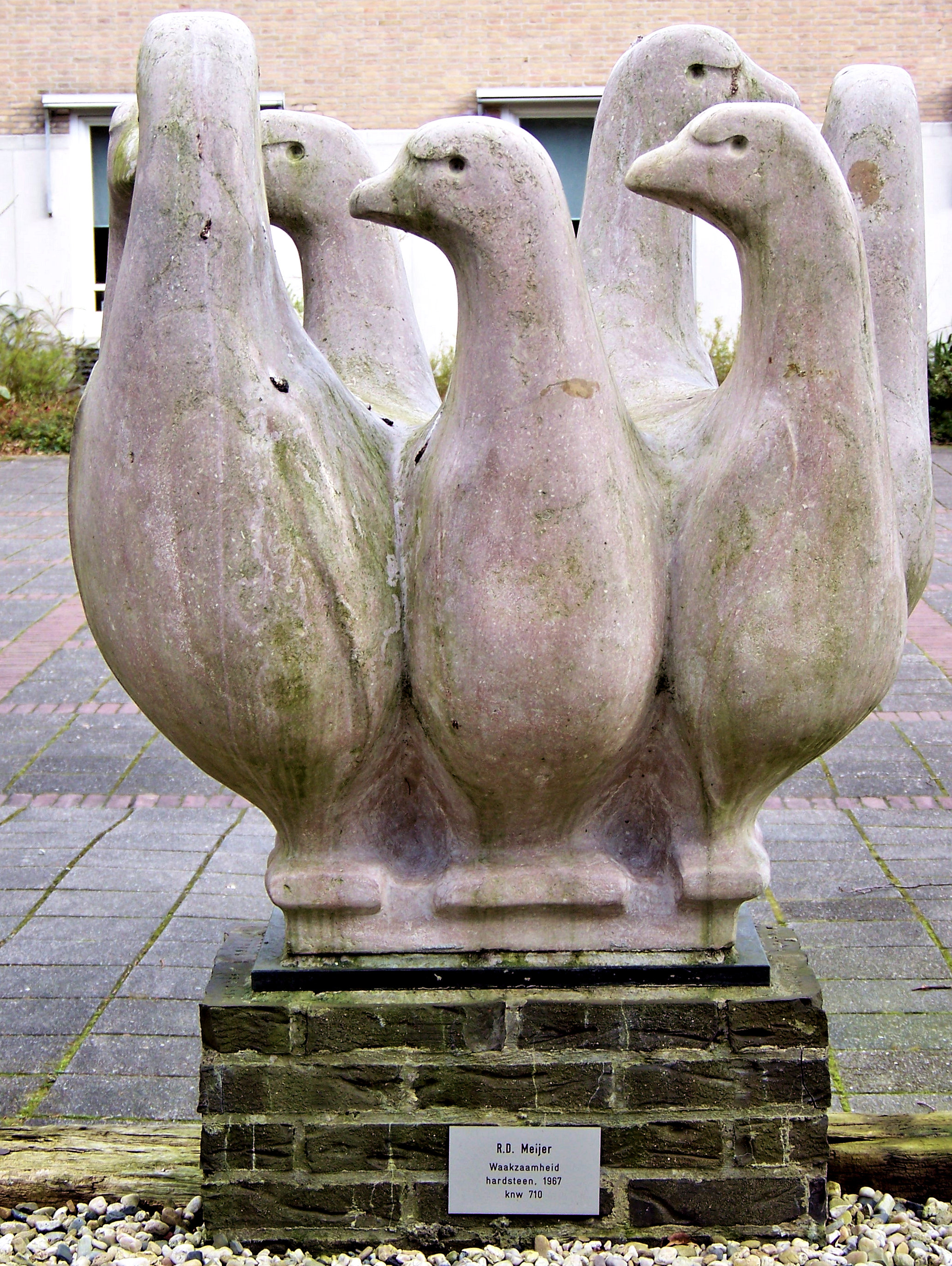
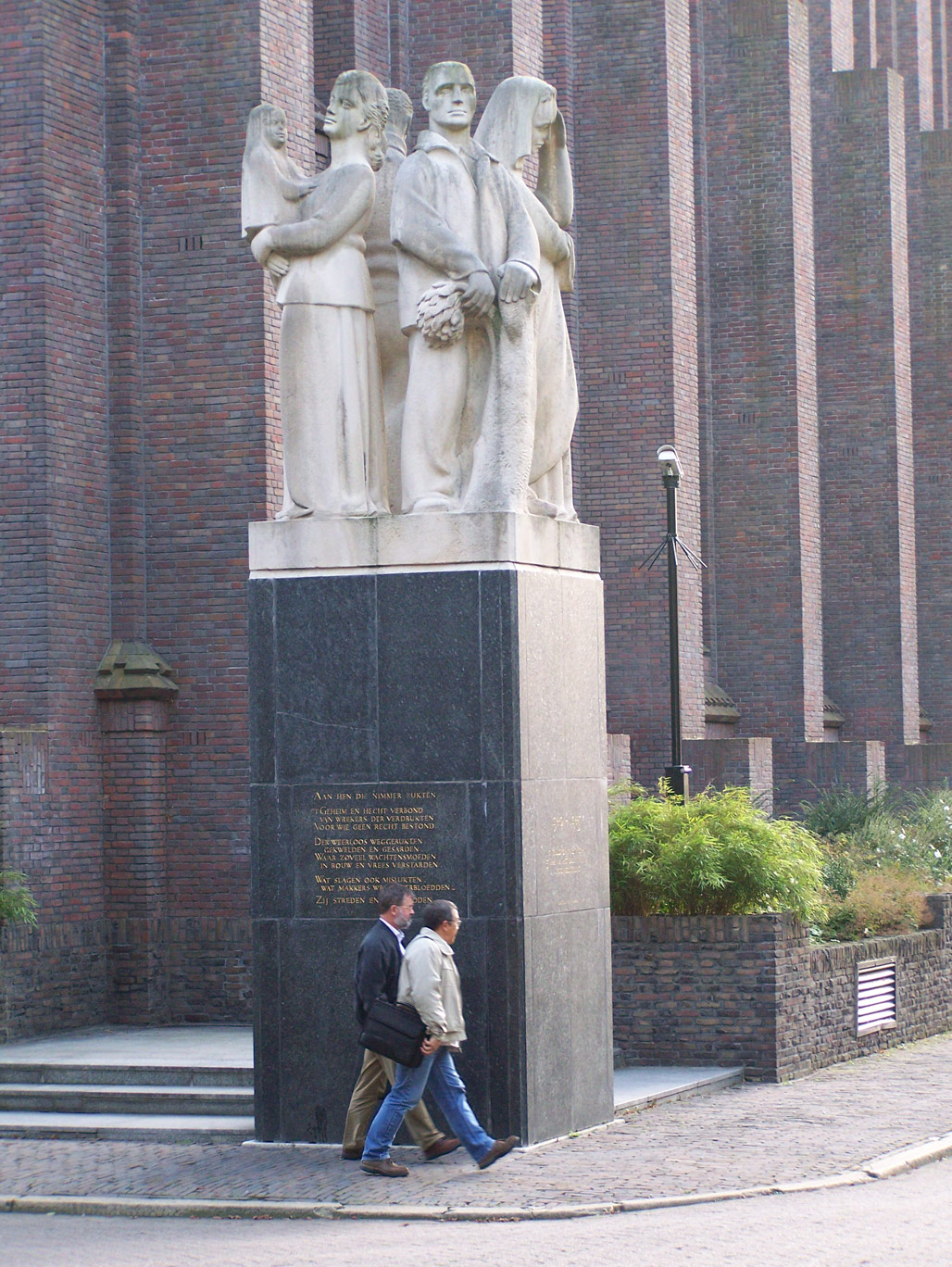
Monumento a los Caídos del personal ferroviario, en 1949 fue ayudante del escultor Willem Valk, en la ejecución de este monumento